# アウグスト・ジェニーナ
アウグスト・ジェニーナ（Augusto Genina, 1892年1月28日 - 1957年9月18日）は、イタリアの映画草創期から活動した映画監督、映画プロデューサー。

## 来歴
1892年、ローマに生まれる。イル・モンド誌にて演劇批評や喜劇を執筆したのち、アルド・デ・ベネデッティの勧めのもと映画製作会社フィルム・ダルテ・イタリアーナでの映画づくりに身を転じる。ドイツやフランスにも渡り、フランスではルイーズ・ブルックス主演の映画『ミス・ヨーロッパ』の監督をつとめて話題を呼ぶ。その後、イタリアに戻って、ファシスト党のプロパガンダ映画をいくつか製作し、同党政治体制のもと開催されたヴェネツィア国際映画祭で最高賞のムッソリーニ杯を1936年、1940年、1942年の3度にわたって受賞。
戦後はネオレアリズモに接近し、1950年には、聖人マリア・ゴレッティを描いた映画『沼の上の空』でイタリアの映画賞であるナストロ・ダルジェント賞の最優秀作品監督賞を受賞した。
この作品はネオリアリズモとしてはメロドラマ的過ぎたものの、作品としては高く評価された。

## フィルモグラフィ
- 『不滅の血族』 - Il siluramento dell'Oceania （1917年、監督・原作）
- 『さらば青春』 - Addio giovinezza! （1918年、監督・脚色）
- 『女』 - Femmina - Femina （1918年、監督・原作）
- 『半生の紅涙』 - La fine di un vile （1918年、監督・脚本）
- 『感激は何処に』 - Il principe dell'impossibile （1919年、監督）
- 『火鉢』 - Lo scaldino （1920年、監督・脚本）
- 『月光の曲』 - Debito d'odio （1920年、監督）
- 『シラノ・ド・ベルジュラック』 - Cirano de Bergerac （1923年、監督・製作）
- 『姫君は文士がお好き』 - Liebeskarneval （1928年、監督・原作・脚本）
- 『ラテン街の屋根裏』 - Quartier Latin （1929年、監督・脚本）
- 『ミス・ヨーロッパ』 - Prix de beauté （1930年、監督・製作）
- 『リビア白騎隊』 - Lo squadrone bianco （1936年、監督・脚色、ムッソリーニ杯受賞）
- 『沼の上の空』 - Cielo sulla palude （1949年、監督、ナストロ・ダルジェント監督賞受賞）
- 『フルフル』 - Frou-Frou （1955年、監督）